# Fea

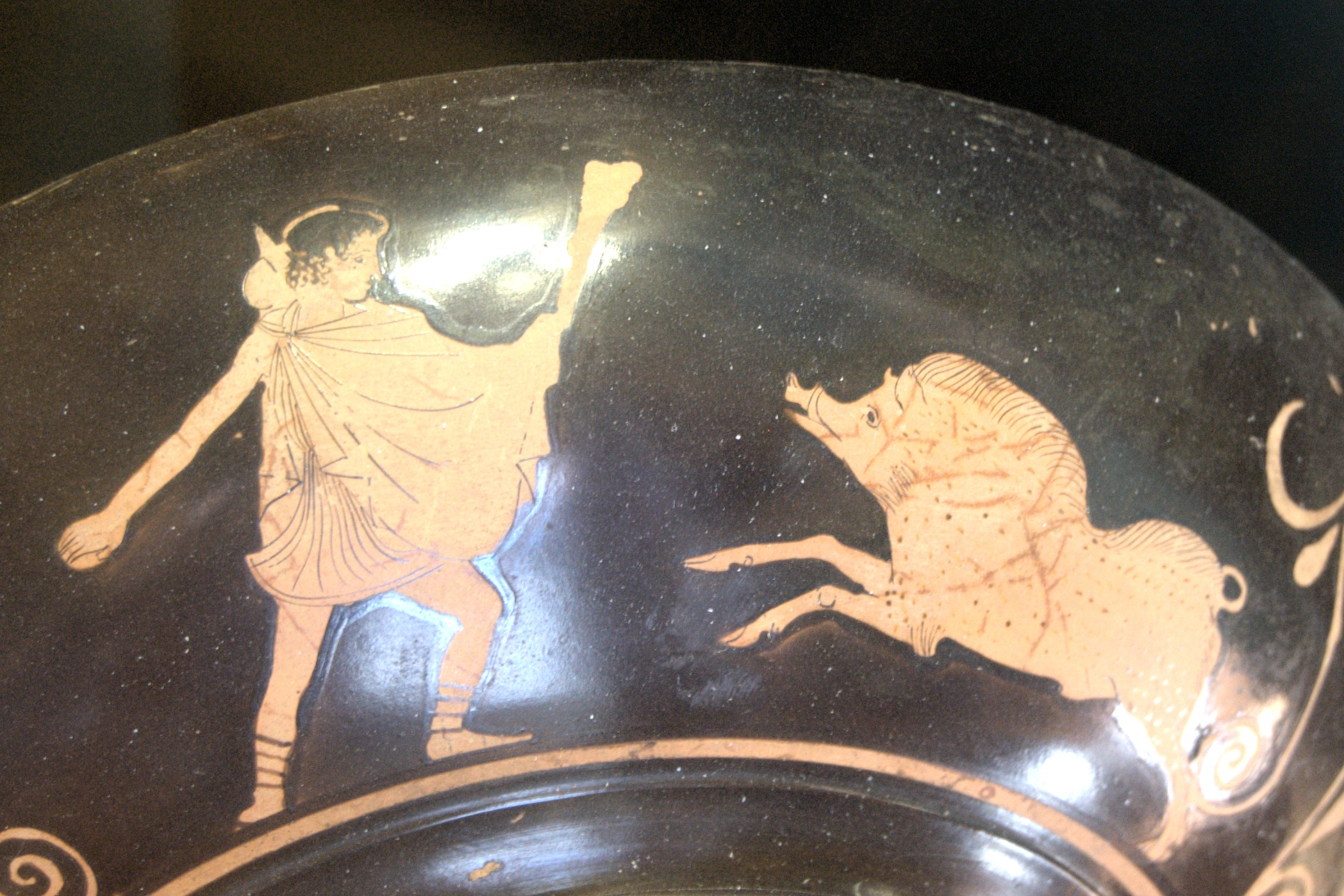
Teseu lluitant contra Fea

Segons la mitologia grega, Fea (en grec antic: Φαῖα 'Faia') va ser una truja enorme, filla de Tifó i d'Equidna, que devastava els camps de Cromió i aterria totes les poblacions del voltant. Portava aquest nom per l'anciana que la va criar. Segons Plutarc, aquesta anciana era una dona lladre i immoral.
Teseu la va matar quan anava cap a Atenes. Segons explica Estrabó, era la mare del senglar de Calidó.